# Kusajja
Kusajja (arab. قصية) – wieś w Syrii, w muhafazie Hama. W 2004 roku liczyła 645 mieszkańców.